# Gheorghe Grozav
Gheorghe Teodor Grozav (Alba Iulia, 29 september 1990) is een Roemeense voetballer die doorgaans als aanvaller voor Diósgyőri VTK speelt. Grozav debuteerde in 2012 in het Roemeens voetbalelftal.

## Clubcarrière
Grozav debuteerde in 2007 op het hoogste niveau. De jaanvaller werd toen opgenomen in de A-kern van Unirea Alba Iulia, dat toen in Liga 2 vertoefde. In 2009 promoveerde de club naar Liga 1. Toenmalig Standard Luik-trainer László Bölöni, een landgenoot van Grozav, liet de linksvoetige aanvaller in de zomer van 2009 testen, maar bood hem geen contract aan.
Enkele maanden nadien, tijdens de winterstop, kreeg Grozav alsnog een contract bij Standard Luik. Voor een som van €350.000 werd hij naar België gehaald. Niet veel later stapte Bölöni op. Opvolger Dominique D'Onofrio liet Grozav op 27 maart 2010 debuteren in een wedstrijd tegen Sporting Charleroi.
Hij verruilde Terek Grozny in juli 2017 voor Karabükspor. In 2018 speelde hij kort voor zowel Bursaspor als Dinamo Boekarest.
Op 16 januari 2019 tekende Grozav voor Kisvárda FC. Op 31 maart 2020 beëindigde Kisvárda het contract van Grozav toen hij en teamgenoot Iasmin Latovlevici zonder toestemming naar Roemenië vertrokken tijdens de coronaviruspandemie.

## Clubstatistieken
| seizoen | club              | land     | competitie    | wed. | goals |
| ------- | ----------------- | -------- | ------------- | ---- | ----- |
| 2007/08 | Unirea Alba Iulia | Roemenië | Liga 2        | 15   | 6     |
| 2008/09 | Unirea Alba Iulia | Roemenië | Liga 2        | 31   | 6     |
| 2009/10 | Unirea Alba Iulia | Roemenië | Liga 1        | 15   | 2     |
| 2009/10 | Standard Luik     | België   | Eerste klasse | 5    | 0     |
| 2010/11 | Standard Luik     | België   | Eerste klasse | 10   | 0     |
| 2011/12 | → U Cluj          | Roemenië | Liga 1        | 24   | 6     |
| 2012/13 | Petrolul Ploiești | Roemenië | Liga 1        | 31   | 9     |
| 2013/14 | Petrolul Ploiești | Roemenië | Liga 1        | 5    | 1     |
| 2013/14 | Terek Grozny      | Rusland  | Premjer-Liga  | 7    | 0     |
| 2014/15 | Terek Grozny      | Rusland  | Premjer-Liga  | 0    | 0     |
|         |                   |          | Totaal        | 143  | 30    |

## Interlandcarrière
Onder leiding van bondscoach Victor Pițurcă maakte Grozav zijn debuut voor Roemenië op woensdag 30 mei 2012 in de vriendschappelijke uitwedstrijd tegen Zwitserland (0-1). Hij nam in dat duel de enige treffer voor zijn rekening: een rake kopbal in de 56ste minuut op aangeven van Gabriel Torje. Grozav moest in dat duel na 66 minuten plaatsmaken voor Alexandru Chipciu.

## Erelijst
Standard Luik
- Belgische beker

2010/11
 Petrolul Ploieşti
- Roemeense beker

2012/13